# Ариста (династия)

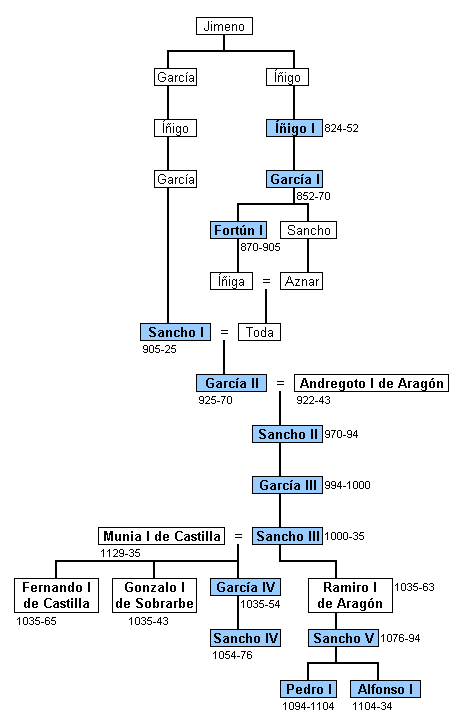
Родственные связи династий Ариста и Хименес.

Династия Ариста (баск. Aritza leinukoak, исп. dinastia Arista) — первая из династий королевства Наварра, представители которой правили страной в 816/820—905 годах. Своё название династия получила по прозвищу её первого представителя на престоле Наварры, Иньиго I Аристы, которое в баскском языке имеет значения «скала» или «утёс». Также в отношении этого семейства применяется и название династия Иньигес (или Иньиго) (исп. dinastia Íñiga), полученное ею по имени Иньиго Аристы.

## Династия
Происхождение и родственные связи ранних королей Наварры являются одной из тем, по которой среди историков до сих пор идут дискуссии. Ограниченный круг исторических источников и их противоречивость позволяет выдвигать различные версии. Главными источниками по генеалогии династии являются сведения, содержащиеся в Кодексе Роды, в хартиях и в исторических хрониках христианских и мусульманских авторов, освещавших историю Пиренейского полуострова IX—X веков.
До середины XX века доминирующей среди исследователей точкой зрения было мнение о гасконском происхождении основателя династии Иньиго Аристы. Основываясь на средневековых хрониках (из которых основная — хроника Родриго Хименеса де Рады), хартиях (в том числе на Хартии Алаона) и наваррских народных преданиях, историки считали отцом Иньиго некоего гасконца Химено, которого сопоставляли с герцогом Васконии Семеном I. Однако начавшееся в середине XX века широкое привлечение в историческую науку данных, содержащихся в трудах испано-мусульманских авторов (Ибн Хайана и ал-Удри), а также анализ других документов, позволивший отвергнуть как позднейшие фальсификации свидетельства большинства хроник и хартий, вынудили большинство историков пересмотреть свои представления о происхождении династии Ариста. В настоящий момент преобладает мнение, что отцом Иньиго Аристы был представитель местной баскской семьи Иньиго Хименес, являвшийся, как предполагается, сыном Химено Сильного, графа, управлявшего землями в окрестностях Памплоны (или может быть самим городом) в 780-е годы, и, возможно, бывшего также родоначальником династии Хименес.
Представители династии Ариста (Иньигес) в течение трёх поколений управляли Наваррой: после Иньиго Иньигеса Аристы королями были его сын Гарсия I Иньигес и внук Фортун Гарсес Монах. Среди наиболее знатных семейств, с которыми породнились члены династии, были муваладская семья Бану Каси, короли Астурии и графы Арагона. Последним представителем династии Ариста по прямой мужской линии, о котором сохранились достоверные сведения, был Гарсия де Кабанас, умерший не ранее 979 года. Брак короля Наварры Санчо I Гарсеса из династии Хименес с Тодой Аснарес, правнучкой короля Гарсии I Иньигеса, способствовал более быстрой легитимизации власти новой династии, а сын Санчо I и Тоды, король Гарсия I Санчес, стал первым королём Наварры, происходившим и от династии Ариста, и от династии Хименес.

## Наварра при династии Ариста
Правления короля Иньиго Аристы характеризуется тесными связями со своими родственниками, Мусой II ибн Мусой из Бану Каси и графом Арагона Гарсией I Злым. Они позволили баскам в 824 году одержать победу во «втором Ронсевальском сражении» и добиться независимости Наварры от Франкского государства. Однако союз с Бану Каси привёл Наварру к нескольким разорительным вторжениям войск Кордовского эмирата, в 843 и 847 годах завершавшимся захватами маврами Памплоны. После восхождения на престол короля Гарсии I Иньигеса, которое совпало с нормализацией отношений между Мусой II ибн Мусой и эмиром Кордовы, произошли разрыв дружественных отношений Наварры с Бану Каси и установление союза Гарсии I с королевством Астурия. В течение второй половины IX века наваррцы несколько раз воевали с Кордовским эмиратом. Основными событиями этих войн стала победа короля Ордоньо I в 859 году в битве при Альбельде, взятие в 860 году Памплоны войском эмира, в результате чего будущий король Фортун Гарсес 20 лет провёл в плену в Кордове, и поражение наваррского войска в битве при Айбаре в 882 году, во время которой погиб король Наварры по имени Гарсия. Новые поражения, нанесённые в первые годы X века маврами Наварре, заставили короля Фортуна Гарсеса заключить мир с Кордовским эмиратом. Правители соседних с Наваррой королевства Астурии и графства Пальярс посчитали это предательством интересов христиан. В результате в 905 году они совершили поход на Памплону, свергли короля Фортуна и возвели на престол Санчо I Гарсеса из династии Хименес. Король Фортун Гарсес, умерший монахом в 906 году, стал последним королём Наварры из династии Ариста.

## Краткое родословие династии Ариста
I. Химено Сильный — предположительный родоначальник династий Ариста и Хименес
II. Иньиго Хименес — родоначальник династии Ариста
III. Иньиго Ариста (умер в 851/852) — граф Памплоны (816/820—824), первый король Памплоны (Наварры) (824—851/852)
IV. Гарсия I Иньигес (умер в 870 или в 882) — король Памплоны (Наварры) (851/852—870/882). Браки: 1. Уррака (Ория), дочь Мусы II ибн Мусы из Бану Каси; 2. (с 858) Леодегунда, дочь короля Астурии Ордоньо I
V. Фортун Монах (умер в 906) — король Памплоны (Наварры) (882—905). Брак: (приблизительно с 845) Ория Наваррская
VI. Онека Фортунес — браки: 1. эмир Кордовы Абдаллах ибн Мухаммад (умер в 912); 2. сеньор Ларрауна Аснар Санчес
VI. Иньиго Фортунес (умер после 905) — брак: Санча, дочь короля Наварры Гарсии II Хименеса
VI. Аснар Фортунес
VII. Фортун Аснарес Orbita
VIII. Гарсия де Кабанас (умер после 15 февраля 979)
VI. Веласко Фортунес
VII. Химена Веласкес — жена короля Сангуэсы Иньиго II Гарсеса (умер после 933)
V. Санчо Гарсес
VI. Аснар Санчес — сеньор Ларрауна. Брак: Онека Фортунес, дочь короля Памплоны (Наварры) Фортуна Гарсеса
VII. Тода Аснарес (2 января 876—15 октября 958) — регент королевства Наварра (931—934). Брак: (не позднее 900) король Наварры Санчо I Гарсес (около 865—10/11 декабря 925)
VII. Санча Аснарес — жена короля Наварры Химено II Гарсеса (умер 29 мая 931)
VI. Веласкита Санчес — жена вали Уэски Мутаррифа ибн Мусы
V. Химена Гарсес — жена (с 869/870) короля Астурии Альфонсо III Великого (848—20 декабря 910)
V. Онека Гарсес — жена графа Арагона Аснара II Галиндеса (умер в 893)
IV. Галиндо Иньигес (умер после 851)
V. Муса ибн Галиндо (умер в 870) — вали Уэски
VI. Мутарриф ибн Муса (умер 6 сентября 873) — вали Уэски. Брак: Веласкита Санчес Памплонская
IV. Ассона Иньигес — жена Мусы II ибн Мусы из Бану Каси
IV. дочь (Нунила Иньигес ?) — жена (с 820) графа Арагона Гарсия I Злого (умер в 933)
II. Гарсия Хименес
III. Химено Гарсес — родоначальник династии Хименес